# Apomecyna trifasciata
Apomecyna trifasciata là một loài bọ cánh cứng trong họ Cerambycidae.